# Palmenia Pizarro
Palmenia del Carmen Pizarro González (sinh ngày 19 tháng 7 năm 1941), còn được biết với tên Palmenia Pizarro, là một ca sĩ người Chile.
Palmenia Pizarro có ảnh hưởng khác nhau nhạc sĩ trong Chile, bao gồm cả Mon Laferte và Los Vásquez.

## Danh sách đĩa nhạc

### Album
- 1962 – Un Corazón Que Canta
- 1963 – A Mi Madre
- 1964 – Palmenia Pizarro
- 1965 – Qué Lindo Canta Palmenia
- 1966 – Palmenia, Siempre Palmenia
- 1967 – Sonríele a la Vida
- 1968 – Yo Soy Su Señora
- 1970 – Sapo Cancionero
- 1985 – Reencuentro
- 1988 – Palmenia Pizarro Hoy
- 1989 – Boleros Inmortales
- 1990 – Volumen II de Boleros Inmortales
- 1991 – Para Cantarle al Mundo
- 1992 – 35 Años de Canto
- 1996 – No Morirá Mi Amor
- 1997 – Te Voy a Autografiar Mi Corazón
- 2000 – Con el Corazón en la Mano
- 2003 – Sin Concesiones
- 2008 – Contigo Viviré
- 2015 – Íntimo
- 2018 – Homenaje a Augusto Polo Campos

### Những người khác
- Năm 2002 – ¡¡Para que se escuche cá ngừ!!  (Nhạc), "Sonríele một la Vida", chủ đề của Luis T. Jackson

### Sự xuất hiện đặc biệt
- 2003 – Generaciones, Dos Épocas vi Dueto (Sony âm Nhạc)